# Naptánc
A Naptánc áldozási szertartás volt a sziúk, az apacsok, a mandanok, a csejenek, a  kisvak, a komancsok és  más síksági indián törzseknél, mellyel az emberek hálát adtak az őket segítő szellemeknek. A szertartás az indiánok naptánc-táborában zajlott. A tánchoz amerikai nyárfát használtak melyet szertartásos módon készítettek elő. A táncban részt vevők egy álom vagy látomás miatt vettek részt a szertartásban.

## A szertartás menete
A szertartás rettenetes volt a férfivá avatandó harcosok és ifjak számára. Egy erre a célra felépített kunyhó közepén villásan elágazott nyárfát állítottak fel. A sámán a felavatandó ifjak mell és hátizmaiba bőrszíjakat fűzött amellyel a nyárfaoszlophoz kötötte őket. Ezután a napba bámulva, a sas szárnycsontjából készült sípot fújták és eközben addig kellett táncolniuk, míg a bőrszíj ki nem szakadt a húsukból. Ha ez nem sikerült, a nyárfaoszlopra húzták fel, vagy vágtató musztáng után kötötték őket. Ha az ifjú szó nélkül kiállta a próbát új nevet kapott, és beléphetett a harcosok közé. 

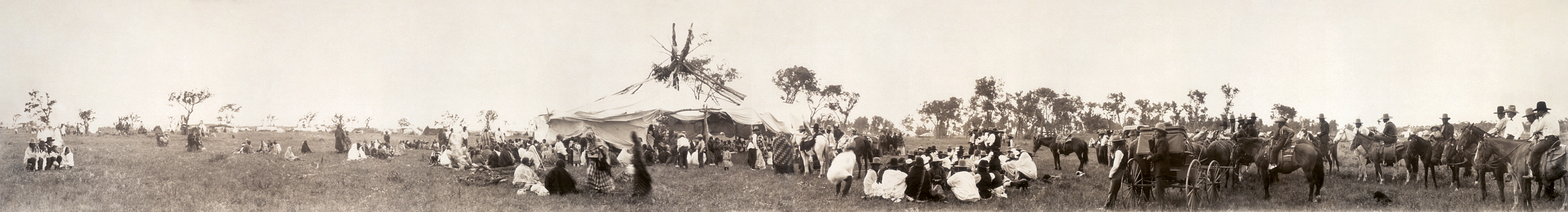
Csejen naptánc; (1900. körül)